# Chorągiew piesza prywatna Andrzeja Firleja
Chorągiew piesza prywatna Andrzeja Firleja – prywatna chorągiew piesza koronna I połowy XVII wieku, okresu wojen ze Szwedami i Rosją. Była to chorągiew autoramentu polskiego.
Szefem tej chorągwi był wojewodzic krakowski, Andrzej Firlej. Chorągiew wzięła udział w wojnie polsko-szwedzkiej 1626 – 1629.